# Lilienvergiftung
Die Lilienvergiftung ist eine bei Hauskatzen auftretende Vergiftung durch verschiedene Lilienarten. Auch die nicht näher mit den Lilien verwandten Taglilien können eine ähnliche Symptomatik verursachen. Das auslösende Toxin ist bislang nicht identifiziert. Betroffen sind vor allem Wohnungskatzen, die an Schnittblumen kauen und Teile von ihnen zu sich nehmen. Dabei reicht bereits ein Blatt, um eine lebensbedrohliche Vergiftung auszulösen, während andere Tierarten selbst bei Aufnahme großer Mengen keine Vergiftungserscheinungen zeigen.

## Klinisches Bild und Diagnostik
Die Vergiftung zeigt sich in plötzlich einsetzendem Erbrechen und starkem Speicheln, die nach 4 bis 6 Stunden allmählich nachlassen. Nach etwa 12 Stunden setzt eine starke Abgeschlagenheit ein. Im weiteren Verlauf kommt es zu vermehrtem Urinieren (Polyurie) und Austrocknung (Dehydratation). Innerhalb von 24 Stunden bis 48 Stunden kommt es zum Erlöschen des Harnabsatzes (Anurie) und zum akuten Nierenversagen. Nach 36 Stunden kommt es erneut zu Erbrechen und zunehmender Schwäche. Je nach Dosis kann sich die Katze nach 2 bis 4 Tagen wieder erholen oder nach 3 bis 7 Tagen nach der Aufnahme sterben.
Das klinische Bild ist unspezifisch, daher ist die genaue Anamneseerhebung wichtig. Auch wenn der Besitzer die Aufnahme nicht beobachtet hat, kann ein kürzlich in der Wohnung aufgestellter Lilienstrauß ein wichtiges Indiz sein. Differenzialdiagnostisch sind vor allem andere Vergiftungen (Paracetamol, oxalathaltige Pflanzen, Vitamin D3, Calcipotriol, Ethylenglycol, nierenschädigende Antibiotika wie Aminoglykoside, Melamin, Cyansäure) sowie eine Harnwegsobstruktion, eine akute Verschlechterung einer chronischen Nierenkrankheit, eine immunbedingte Nierenkrankheit, eine Leptospirose, eine Nierenbeckenentzündung und ein malignes Lymphom auszuschließen.
Bei der Blutuntersuchung zeigt sich ein Stressleukogramm, starker Anstieg des Kreatinins sowie der Leberenzyme ALT, AST und AP.

## Behandlung
Innerhalb von zwei bis vier Stunden kann durch die Gabe eines Brechmittels (Xylazin, Medetomidin, Dexmedetomidin) eine weitere Giftaufnahme verhindert werden, so die Katze nicht spontan erbricht. Eine Infusionstherapie kann innerhalb der ersten 18 Stunden zur Verhinderung des Nierenversagens eingeleitet und über zwei bis drei Tage fortgesetzt werden. Im Nierenversagen sind nur noch eine Dialyse oder Peritoneallavage therapeutischen Optionen, die manchmal zur Wiederherstellung der Nierenfunktion führen können.